# Clavelina brasiliensis
Clavelina brasiliensis är en sjöpungsart som först beskrevs av C.S. Millar 1977.  Clavelina brasiliensis ingår i släktet Clavelina och familjen klungsjöpungar. Inga underarter finns listade i Catalogue of Life.